# Ukaž mi to!
Ukaž mi to! je naučná kniha o lidské sexualitě s fotografiemi od Willa McBridea. Vznikla v roce 1974 v Německu pod názvem Zeig Mal! a napsala ji psychiatrička Helga Fleischhauer-Hardt pro děti a jejich rodiče. Kniha byla přeložena o rok později do angličtiny a byla dostupná řadu let v mnoha knihkupectvích na obou stranách Atlantiku. Časem byla ale ve Spojených státech amerických označena za dětskou pornografii. V Německu se kniha dočkala druhého vydání v roce 1990. To bylo rozšířené o další informace a zejména o diskusi o epidemii AIDS. Stejné vydání vyšlo v témže roce i v češtině (ISBN 80-85279-05-3) nákladem 20 000 kusů.

## Historie vzniku
Přestože mnoho rodičů oceňovalo Ukaž mi to! za její upřímné vyobrazení dětí v pubertě, které zkoumají svoji dětskou sexualitu, jiní knihu označovali za dětskou pornografii. V roce 1975 a 1976 byl v amerických státech Massachusetts, New Hampshire, Oklahoma, Toronto a Kanada žalobcem podán návrh proti vydavateli na úhradu pokuty za obscénnost obsahu. Soudy ve všech čtyřech případech rozhodly, že kniha není obscénní.
Některé americké státy přesto od roku 1977 začaly kriminalizovat distribuci této knihy stejně jako neobscénní dětskou pornografii.
O problému (de)kriminalizace více v anglické verzi Show me!.

## Recenze
Převzato ze zadní strany českého vydání.
- Kniha Ukaž mi to! obdržela stříbrnou medaili One Show Newyorského Art Director's Club a získala zlatou medaili německého Art Director's Club.
- Ukaž mi to je ta nejlepší sexuálně osvětová kniha, kterou jsem kdy viděl. Obsah je fantastický, protože ukazuje nejen potěšení ze sexu, ale i biologickou stránku věci. Otevřený, poctivý pokus pochopit dětskou sexualitu. Dr. Don Sloan, Director of Psychosomatics, Sexual Therapy and Educations Center, Dept. of Obstetrics and Gynecology, New York, Medical College.
- Ukaž mi to vyprovokuje hodiny informativních, srdečných a osobních rozhovorů mezi dětmi, jejich rodiči a učiteli. Fotografie zprostředkují radost vztahu tělesné blízkosti, něžnosti, vzájemné přítulnosti a sympatie,… která vychází z jednoty těla a ducha. Texty k fotografiím, které vycházejí ze spontánních výroků dětí, pomohou dospělým začít rozhovor na úrovni dětského zájmu… Hugo J. Hollerth, Director, Curriculum Development Unitarian, Universalist Association of Churches.
- Ukaž mi to. Komu tu knihu doporučit? Především rodičům, kteří se chtějí vyrovnat se sexuální výchovou svých dětí. Pravděpodobně se vlivem této knihy dostanou do rozporu s vlastní sexualitou… Jako terapeutický prostředek by tato kniha neměla chybět v žádné poradně. Prohlížel bych si ji i s malými dětmi… Stručně řečeno: úžasná kniha. Friedrich Wilhelm Lindemann, Norddeutscher Rundfunk
- Ukaž mi to je pomocníkem pro tolerantní, – lidi bez předsudků – je šokem pro ty, kteří by pomoc této knihy nejvíce potřebovali. Antje Heegner, informace pro veřejné knihovny v SRN.

## Citace

### Z obalu knihy
Obrázková kniha pro děti a rodiče. Autorem fotografií a textů k nim je Will McBride. Autorem předmluvy českého vydání je Jiří Raboch. Autorskou osvětové části je Helga Fleischhauer-Hardt. Tuto část pro české vydání upravila Elena Figurová. Přeložil Jiří Kostelecký.

### Citát 1.
Ve střední Evropě panoval až do 17. století poměrně tolerantní přístup k sexuálním projevům, který nám dnes navzdory liberalizační sexuální vlně připadá natolik vzdálený a nebezpečný, že jeho znovuoživení se bráníme všemi možnými prostředky. Každý tehdy směl uspokojovat svůj sexuální pud tahovým způsobem, aby nedošlo k ohrožení zdraví jeho či jiných. Lidé se bez ostychu vzájemně dotýkali, hladili se, objímali. Sebeukájení v té době nebylo nijak potlačováno. Chůvy a rodiče masturbovali malé děti, aby je zklidnili. Nedostatečná antikoncepce byla kritizována církvi. V některých městech byly vrchností zřízeny nevěstince.
Jak samozřejmé bylo již malým dětem zasvěcené poučení o sexuálním životě, vyplývá zřetelně ze sbírky latinsky psaných dialogů, které zveřejnil v roce 1522 Erasmus Rotterdamský. Věnoval je svému šestiletému kmotřenci. Titul označuje záměr knihy: Rozhovory, sestavené nejen za účelem zjemnění latiny dětí, ale především za účelem výchovy pro život.
…
(Strana 6, pravý sloupec)

### Citát 2.
On: To je BEZVA! Teď už to konečně všechno vím!
Ona: A já taky.
Ona: Tak ty jsi sis opravdu myslel, že včely se rodí z kytek na louce, nebo tak nějak…?
On: … a taky že hříbata k té louce patří a nevěděl jsem, čím se od sebe liší klisna a hřebec.
Oba: Jedno je jisté, pupík ten máme oba.
On: Ale TO, co tady mám já, ty nemáš.
Ona: No a co? Zato tam mám takovou škvírku! Ten tvůj pinďourek je prostě venku a já mám zase všechno vevnitř v té štěrbince. Skvělý, co?
On: To teda ano!
…
(Strany 16–29)

## Více o knize
1. 1974: Zeig mal. Ein Bilderbuch für Kinder und Eltern Foreword by Helmut Kentler. Wuppertal
2. 1975: Show Me!: A Picture Book of Sex for Children and Parents St. Martin's Press. ISBN 0-312-72275-3
3. 1975: Laat 's zien!: een fotoboek over sex voor kinderen en ouders Amsterdam: Kosmos. ISBN 9021505282
4. 1978: Fais voir ! Un livre illustré sur la sexualité Montreal: Quinze. ISBN 0885651715
5. 1979: Fammi Vedere! un libro fotografico di educazione sessuale non conformista per bambini e grandi Perugia: Savelli
6. 1979: ¡A ver!: un libro de imágenes para niños y padres Salamanca: Lóguez Ediciones. ISBN 848533406X
7. 1981: Få se: seksualopplysning i tekst og bilder for barn og foreldre Oslo: Aschehoug i samarbeid med Hverdag. ISBN 8203104630
8. 1990: Zeig mal. Ein Bilderbuch für Kinder und Eltern (2nd. ed.) 195 p. Wuppertal: Hammer. ISBN 3-87294-301-4
9. 1990: Ukaž mi to!: Mezinárodní osvětová obrázková kniha pro děti a rodiče s informací o AIDS, přeložil Jiří Kostelecký, český úvod ke knížce Jiří Raboch, 1.vydání, 199 stran, nakladatelství Kredit; Wuppertal (Německo): Peter Hammer, 1990, ISBN 80-85279-05-3, 20 000 kopií
10. 1995: Zeig Mal Mehr (5. vydání). 176 p. Beltz. ISBN 3-407-85106-5